# Bojan Jovanović
Bojan Jovanović, né le 31 janvier 1980, est un escrimeur croate pratiquant le fleuret. Il a été le premier escrimeur croate qualifié pour les Jeux olympiques en intégrant le tableau de fleuret individuel aux Jeux de Londres 2012.

## Carrière
Jovanović débute l'escrime à l'âge de huit ans. Dans un contexte national peu relevé, il s'impose très vite comme un titulaire incontournable de l'équipe croate. Il intègre l'équipe nationale sénior à seulement quinze ans. Il remporte l'étape de coupe du monde d'Isla Margarita en 2010, le premier succès d'un escrimeur des balkans dans une compétition de ce niveau, en l'emportant contre Miles Chamley-Watson des États-Unis. L'année suivante, il prend la cinquième place des championnats d'Europe, à la suite d'une lourde défaite en quarts de finale contre Andrea Baldini. Ce résultat lui permet néanmoins d'engranger suffisamment de points pour se qualifier pour les Jeux de 2012 à Londres. Il y est défait au premier tour par le Mexicain Daniel Gómez (15-14).
Il quitte la compétition en 2015 pour se tourner vers une carrière de maître d'armes aux États-Unis. Il entraîne à l'International Fencing Alliance de Boston.

## Classement en fin de saison
| Année | 2003 | 2004 | 2005 | 2006 | 2007 | 2008 | 2009 | 2010 | 2011 | 2012 | 2013 | 2014 | 2015 |
| ----- | ---- | ---- | ---- | ---- | ---- | ---- | ---- | ---- | ---- | ---- | ---- | ---- | ---- |
| Rang  | 255  | 397  | 68   | 76   | 74   | 116  | 88   | 39   | 56   | 66   | 175  | 111  | 464  |